# Барун (река)
Барун (непальск. बरुण नदी) — река на востоке центральной части Непала, правый приток реки Арун.
Берёт начало из ледника Барун в основании горы Макалу — пятого по высоте восьмитысячника. Течёт главным образом в восточном и юго-восточном направлениях. Барун является частью системы реки Коси, в которую входят крупные реки Арун, Тамур, Сун-Коси, Индравати, Дудх-Коси и Бхола-Коси. Сливаясь, все эти реки образуют реку Сапт-Коси, которая прорезает хребет Махабхарат и выходит на Гангскую равнину.
На языке кират река называется Чукчува. Исследования показали, что изначально эти места были населены народами меваханг, ямфу и кулунг (часть этноса кират).